# Dexter: New Blood
Dexter: New Blood este un miniserial TV dramatic de crimă din 2021 care a avut premiera pe canalul Showtime. Este continuarea serialului Dexter, iar Michael C. Hall și Jennifer Carpenter reinterpretează rolurile lui Dexter și Debra Morgan. Miniserialul este regizat de Marcos Siega. Membri noi ai distribuției sunt Jack Alcott, Julia Jones, Johnny Sequoyah, Alano Miller și Clancy Brown. Povestea are loc la 10 ani după evenimentele din finalul seriei originale „Remember the Monsters?”, care a fost difuzat în 2013. Dexter: New Blood a avut premiera pe Showtime la 7 noiembrie 2021.
Este urmat de Dexter: Resurrection.

## Episoade
| Nr. | Titlu                      | Regizat de         | Scris de                                                                                           | Data difuzării    | U.S. telespectatori (milioane) |
| --- | -------------------------- | ------------------ | -------------------------------------------------------------------------------------------------- | ----------------- | ------------------------------ |
| 1 | „Cold Snap”                | Marcos Siega       | Poveste de: Clyde Phillips and Adam Rapp Scenariu de: Clyde Phillips                               | 7 noiembrie 2021  | 0.678                          |
| După ce a părăsit Miami, Dexter locuiește în nordul statului New York sub un nume fals, ca Jim Lindsay. Lucrează la un magazin local și are o relație cu șefa poliției, Angela Bishop. Dexter respectă o rutină zilnică riguroasă pentru a-și controla impulsurile sale de ucigaș, în timp ce ține seama de sfaturile sorei sale moarte Debra, pe care o vede în minte. Cu toate acestea, rutina lui Dexter este afectată când fiul său, Harrison, îl găsește, iar un localnic nechibzuit pe nume Matt Caldwell îl face pe Dexter să-i vândă o armă semi-automată. Dexter află că Matt Caldwell a condus odată barca sa cu motor direct într-o altă barcă, ucigând cinci oameni. Deși a fost raportat ca un accident, prietenul lui Caldwell îl asigură pe Dexter că gestul acestuia a fost intenționat. Când Caldwell împușcă ilegal un căprior alb pe care Dexter îl vede frecvent în timpul drumețiilor sale zilnice, partea întunecată a lui Dexter începe să reapară. |                            |                    | |                   |                                |
| 2 | „Storm of Fuck”            | Marcos Siega       | Warren Hsu Leonard                                                                                 | 14 noiembrie 2021 | 0.560                          |
| Dexter încearcă să înceapă să se comporte ca un tată pentru fiul său Harrison. Acesta îi spune lui Dexter că mama sa Hannah McKay a murit de cancer pancreatic cu 3 ani mai devreme, lăsându-l pe Harrison în sistemul de asistență maternală. Dexter încearcă să se asigure că primul său cadavru din ultimii 10 ani, al lui Matt Caldwell, nu va fi găsit. Pe tot parcursul episodului, fata fără adăpost din episodul anterior este văzută singură într-o cameră. Există o cameră video pe perete și își dă seama că este urmărită după o noapte în care a băut singură și descoperă o scriere aparent cu sânge lângă cameră: „Ești deja moartă”. |                            |                    | |                   |                                |
| 3 | „Smoke Signals”            | Sanford Bookstaver | David McMillan                                                                                     | 21 noiembrie 2021 | 0.325                          |
| Dexter este forțat să mute corpul lui Matt după ce a aflat că șefa poliției Bishop aduce o echipă de câini. Ucigașul necunoscut care a răpit-o pe fata fără adăpost o împușcă după ce i-a permis să evadeze dintr-un buncăr. Dexter îl vede pe tatăl lui Matt, Kurt, care se bucură beat de zăpadă în loc să fie trist și, considerând asta suspect, începe să-l urmărească și se oferă să-l ducă acasă. Kurt spune că este ușurat pentru că fiul său tocmai l-a sunat cu un apel video. Harrison începe școala și se împrietenește cu un coleg de clasă, Ethan, care este hărțuit, mai târziu zădărnicind atacul unui bătăuș asupra acestuia. Dexter o asigură pe Debra că ultima lui ucidere este „una și gata”, deoarece vrea să se concentreze pe a fi un tată bun. |                            |                    | |                   |                                |
| 4 | „H Is for Hero”            | Sanford Bookstaver | Tony Saltzman                                                                                      | 28 noiembrie 2021 | 0.460                          |
| Dexter se grăbește la școală după ce toată lumea din oraș a aflat că a avut loc un incident. Harrison le spune lui Dexter și Angelei Bishop că Ethan l-a înjunghiat cu un cuțit după ce Harrison a încercat să-l oprească pe Ethan de la împușcăturile în școală pe care o plănuise. Harrison i-a luat cuțitul lui Ethan și l-a tăiat la picior, dar Dexter revine după terminarea orelor la școală și deduce din sângele împrăștiat la locul crimei că Ethan era nevinovat și că Harrison l-a atacat primul. Molly Park îi oferă Angelei ajutor pentru a afla ce s-a întâmplat cu fetele dispărute din zonă, iar Angela îi spune că s-a făcut polițistă din cauza dispariției prietenei ei din copilărie, Iris. Kurt întâlnește o fată fără adăpost într-un restaurant și mai târziu o duce la cabana în care lunetistul își ucide victimele. |                            |                    | |                   |                                |
| 5 | „Runaway”                  | Marcos Siega       | Veronica West                                                                                      | 5 decembrie 2021  | 0.549                          |
| Harrison se duce la o petrecere cu alți elevi, unde consumă droguri, dar ia o supradoză. Dexter plănuiește să-l omoare pe dealer-ul care a furnizat drogurile, dar Logan apare înainte ca Dexter să-l poată seda. Descoperă identitatea celui care fabrică pastilele, pe care plănuiește să-l omoare, dar este forțat să improvizeze după ce a fost întrerupt de Logan; Dexter îl forțează în schimb să tragă pudră de fentanil pur, provocându-i o supradoză. Kurt o aduce pe fata fără adăpost la el. Ea refuză să-i facă joacul lui Kurt; în schimb, aleargă spre Kurt, care este apoi forțat să o împuște în ochi, ceea ce îi provoacă frustrare. Angela și Molly vizitează New York City, unde află că Matt nu s-a cazat la hotel, iar Kurt i-a mințit. Angela descoperă adevărata identitate a lui Dexter după ce și-a amintit de conversația cu Angel Batista la o convenție a poliției.                                                                            |                            |                    | |                   |                                |
| 6 | „Too Many Tuna Sandwiches” | Marcos Siega       | Scott Reynolds & Warren Hsu Leonard                                                                | 12 decembrie 2021 | 0.695                          |
| Angela se desparte de Dexter pentru că relația lor a fost construită pe o minciună. Dexter își dă seama că Kurt este un criminal în serie. Angela găsește cadavrul prietenei ei dispărută de mult timp în peșterile Clark și îl cheamă pe Dexter pentru abilitățile sale de analiză a locului crimei. Partea întunecată a lui Harrison apare din nou într-un meci de lupte la școală și Dexter nu știe cum să gestioneze situația pe viitor. |                            |                    | |                   |                                |
| 7 | „Skin of Her Teeth”        | Sanford Bookstaver | Poveste de: Veronica West & Kirsa Rein & Alexandra Salerno Scenariu de: Veronica West & Kirsa Rein | 19 decembrie 2021 |                                |
| Dexter descoperă în gura cadavrului din peșteră țesut uman, iar Angela deduce pe baza testului ADN că este al lui Kurt. Acesta este arestat dar dezvăluie că tatăl său a fost cel pe care l-a văzut că a plecat cu camionul cu prietena dispărută a Angelei. Pe baza acestor mărturisiri este eliberat din arest deoarece ADN-ul poate fi și al tatălul său (există doar o potrivire de 67% cu ADN-ul său), iar Kurt este achitat de toate acuzațiile. |                            |                    | |                   |                                |
| 8 | „Unfair Game”              | Sanford Bookstaver | Tony Saltzman & David McMillan                                                                     | 26 decembrie 2021 |                                |
| 9 | „The Family Business”      | Marcos Siega       | Scott Reynolds                                                                                     | 2 ianuarie 2022   |                                |
| 10 | „Sins of the Father”       | Marcos Siega       | Poveste de: Clyde Phillips & Alexandra Franklin & Marc Muszynski Scenariu de: Clyde Phillips       | 9 ianuarie 2022   |                                |